# Марк Плавцій Сільван (претор)
Марк Пла́вцій Сільва́н (лат. Marcus Plautius Silvanus, близько 7 до н. е. — 24) — політичний і державний діяч Римської імперії, претор 24 року.

## Життєпис
Походив із заможного плебейського роду Плавціїв. Син Марка Плавція Сільвана, консула 2 року н. е., й Ларції. Першим шлюбом був одружений з Елією й мав від неї сина Тиберія Плавція Сільвана Еліана, консула-суффекта 45 року.
Допомагав своєму приятелю Тиберію Клавдію Нерону (майбутньому імператору Клавдію) влаштовувати частування для жерців на Марсових іграх. На початку 20-х років був одружений з Фабією Нумантіною, потім розлучився з нею і одружився з Апронією Цезенією, донькою Луція Апронія, консула-суффекта 8 року.
У 24 році обіймав посаду міського претора. Того ж року з незрозумілих причин викинув із вікна власну дружину Апронію і та загинула. Про це стало відомо імператору Тиберію, який наказав провести розслідування, що виявило докази слідів боротьби. Справа була передана на розгляд у сенат. Під підозру потрапила також сестра Марка Плавція Ургуланілла. Не чекаючи вироку Марк вчинив самогубство. Відомо, що Плавція за намовлянням їхньої бабки Ургуланії спонукала його до цього.